# Мусаев, Тейиб Тагир оглы
Тейиб Тагир оглы Мусаев (азерб. Teyyub Tahir oğlu Musayev; 25 февраля 1926, Тулу, Закатальский уезд — ?) — советский азербайджанский табаковод, Герой Социалистического Труда (1949).

## Биография
Родился 25 февраля 1926 года в селе Тулу Закатальского уезда Азербайджанской ССР (ныне село в Белоканском районе).
С 1942 года — звеньевой колхоза имени Маленкова, председатель Тулинского сельского совета, с 1972 года — председатель колхоза имени Нариманова Белоканского района. В 1948 году получил урожай табака сорта «Трапезонд» 29,5 центнеров с гектара на площади 3 гектара.
Указом Президиума Верховного Совета СССР от 1 июля 1949 года за получение в 1948 году высоких урожаев табака Мусаеву Тейибу Тагир оглы присвоено звание Героя Социалистического Труда с вручением ордена Ленина и золотой медали «Серп и Молот».
Активно участвовал в общественной жизни Азербайджана. Член КПСС с 1951 года.